# 高能加速器研究機構
高能加速器研究機構（簡稱KEK）原為隸屬於日本文部省的國家實驗室，於2004年改制為法人後，隸屬於日本大學共同利用機關法人，為高能物理學與加速器科學的綜合研究機構。KEK最早是在1997年4月1日，由原來的高能物理研究所、東京大學原子核研究所以及東京大學理學院所附屬的介子科學研究中心改組而成的，成為一所綜合研究所大學（綜合研究大學院大學）。
簡稱為KEK，是沿用原來的高能物理研究所的略稱。同時，原來的高能物理研究所，是日本最早提供全球資訊網服務的公開機構。
身為原高能物理研究所教授、基本粒子原子核研究所所長、歷任高能加速器研究機構理事、高能加速器研究機名譽教授（2009年1月為特別榮譽教授）的小林誠，在該機構的貝爾實驗數據的支持下，得到2008年的諾貝爾物理學獎。

## 組織架構
由以下四大單位所組成：
- 基本粒子原子核研究所（日语：素粒子原子核研究所）
- 物質結構科學研究所（日语：物質構造科学研究所）
- 加速器研究設施：KEK研究活動的根基
- 共通基礎研究設施：研究活動的輔助設施

## 主要的實驗設施
- B介子工廠：為周長3.016Km的圓形對撞加速器。由8.0GeV的電子與3.5GeV的正子對撞反應，產生大量的B介子・反B介子。此加速器提供貝爾實驗（Belle）的進行。貝爾實驗是由13個國家、53個研究單位、約300位研究員所組成的國際合作基本粒子實驗。KEKB加速器將電子與正子加速後對撞反應，每年產生約1億B介子、反B介子衰變的事例，由Belle偵測器來進行分析，進行CP破壞（粒子與反粒子性質的不同）的研究。這個對於目前宇宙中反物質消失的一大謎團，CP破壞是相當重要的一大關鍵，而在B介子衰變的系統下，理論學家預期可以觀察到很大的CP破壞的現象，因此Belle實驗是目前世界矚目的焦點之一。
- 光子工廠（Photon Factory環）：周長187m的圓形加速器，產生同步輻射作為精細結構與生物學研究之用。
- PF-AR：用來將加速後的單一團電子（single bunch）產生高亮度脈衝同步輻射產生環。
- 質子同步加速器（Proton Synchrotron）：12 GeV質子同步加速器將於2006年停止運作，之後實驗轉移至位於茨城縣東海村的J-PARC中心進行。
- 微中子束線：目標向約250Km遠的超級神岡號（スーパーカミオカンデ）射出微中子束線，進行長基線微中子振動實驗。

## 流行文化中的KEK
- 《神之謎》（漫畫）
- 《創造宇宙壽司男》電影中的加速器設施場景，取材自Belle偵測器內部實景以及春天八號的地面建築物。
- 《破案天才伽利略》電視劇第二季第一集，取材自KEKB加速器與升級中的Belle II偵測器的內部實景。KEK同步在該集播出時，以劇中虛構人物的角度並結合實際實驗進行內容，準備了一個相關的問答集[1]。

## 外部連結
- 大學共同合作機構法人高能加速器研究機構 （页面存档备份，存于）
- Belle實驗簡介 （页面存档备份，存于）
- Belle偵測器
- 解開宇宙命運的微中子實驗 （页面存档备份，存于）